# Chinami Yoshida
Chinami Yoshida (født 26. juli 1991) er en japansk curlingspiller. 
Hun repræsenterede sit land under vinter-OL 2014 i Sochi, hvor hun sluttede på 5. pladsen med det japanske hold.
Hun repræsenterede Japan under vinter-OL 2018 i Pyeongchang, hvor hun tog bronze.
Under vinter-OL 2022 i Beijing tog hun sølv.